# John Brewer (Historiker)
John Brewer (* 22. März 1947) ist ein britischer Historiker.

## Leben
Er erwarb an der University of Cambridge den B.A. 1968, den M.A. 1972 und den Ph.D. 1973. Von 1993 bis 1999 war er Professor für Kulturgeschichte am European University Institute. Von 2003 bis 2016 lehrte er als Eli and Edythe Broad Professor of History and Literature am California Institute of Technology.
Seine Forschungsinteressen sind frühneuzeitliche britische Geschichte und Literatur; frühneuzeitliche europäische Geschichte; Geschichte des Konsums; Geschichte Großbritanniens nach dem Zweiten Weltkrieg; Geschichte des Sammelns; Geschichte des kulturellen Erbes; Europäische Kulturgeschichte und Geschichte der Sozialwissenschaften.

## Schriften (Auswahl)
- Party ideology and popular politics at the accession of George III. Cambridge 1976, ISBN 0-521-21049-6.
- The pleasures of the imagination. English culture in the eighteenth century. London 1997, ISBN 0-00-255537-9.
- Sentimental murder. Love and madness in the eighteenth century. London 2004, ISBN 0-00-257134-X.
- The American Leonardo. A 20th-century tale of obsession, art and money. London 2009, ISBN 1-84529-872-1.